# Manter, Kansas
Manter là một thành phố thuộc quận Stanton, tiểu bang Kansas, Hoa Kỳ. Năm 2010, dân số của xã này là 171 người.

## Dân số
Dân số các năm:
- Năm 2000: 178 người
- Năm 2010: 171 người